# فیلم‌شناسی مسعود جعفری جوزانی
مسعود جعفری جوزانی از سالِ ۱۳۵۷ در سینمای ایران به فیلم‌سازی پرداخت. اینک فهرستی از کارهایش:

## مستند
| سال  | عنوان               | سِمَت            | سِمَت     | سِمَت       |
| سال  | عنوان               | کارگردان       | نویسنده | تهیه‌کننده |
| ---- | ------------------- | -------------- | ------- | --------- |
| ۱۳۵۷ | به سوی آزادی        | Yes            | Yes     | Yes       |
| ۱۳۹۹ | چرخ‌ها و پاهای دونده | مهدی حاجی یوسف |         | Yes       |

## سریال تلویزیونی
| سال       | عنوان      | سِمَت      | سِمَت     | سِمَت       |
| سال       | عنوان      | کارگردان | نویسنده | تهیه‌کننده |
| --------- | ---------- | -------- | ------- | --------- |
| ۱۳۸۷–۱۳۸۲ | در چشم باد | آری      | آری     | آری       |

## فیلم‌های کوتاه
| سال  | عنوان                  | مدت      | توضیحات |
| ---- | ---------------------- | -------- | --- |
| ۱۳۵۴ | پرواز را به خاطر بسپار | ۵ دقیقه  | |
| ۱۳۵۵ | در قفس                 | ۶ دقیقه  | موم متحرک |
| ۱۳۵۶ | آغاز                   | ۲۰ دقیقه | موم متحرک نمایش در جشنواره اسکار دانشجویان Student Academy Awards 1978 پخش در کانال PBS) KQED) آمریکا و سیمای جمهوری اسلامی |
| ۱۳۶۲ | گریز                   | ۱۶ دقیقه | موم متحرک بر اساس «مثنوی معنوی» برای سیمای جمهوری اسلامی                                                                    |
| ۱۳۶۲ | تصویر شکسته            | ۲۵ دقیقه | موم متحرک بر اساس «مثنوی معنوی» برای سیمای جمهوری اسلامی                                                                    |
| ۱۳۶۳ | با من حرف بزن          | ۳۰ دقیقه | برای کانون پرورش فکری کودکان و نوجوانان                                                                                     |

## فیلم‌های سینمایی
| سال  | عنوان          | سِمَت      | سِمَت          | سِمَت                             |
| سال  | عنوان          | کارگردان | نویسنده      | تهیه‌کننده                       |
| ---- | -------------- | -------- | ------------ | ------------------------------- |
| ۱۳۶۴ | جاده‌های سرد    | Yes      | سیامک تقی‌پور |                                 |
| ۱۳۶۵ | شیر سنگی       | Yes      | Yes          | Yes                             |
| ۱۳۶۷ | در مسیر تندباد | Yes      | Yes          | شرکت پخشیران                    |
| ۱۳۷۱ | یک مرد یک خرس  | Yes      | Yes          | Yes                             |
| ۱۳۷۳ | دل و دشنه      | Yes      | Yes          | Yes                             |
| ۱۳۷۷ | بلوغ           | Yes      | Yes          | Yes                             |
| ۱۳۹۳ | ایران برگر     | Yes      | Yes          | فتح‌الله جعفری جوزانی            |
| ۱۳۹۵ | پشت دیوار سکوت | Yes      | Yes          | فتح‌الله جعفری جوزانی محمد خزاعی |
| ۱۴۰۲ | بهشت تبهکاران  | Yes      | Yes          | Yes                             |

## همکاری در فیلم‌های دیگران
| سال  | عنوان                    | سِمَت               |
| ---- | ------------------------ | ----------------- |
| ۱۳۶۴ | شهر موش‌ها                | مشاور هنری        |
| ۱۳۶۹ | سایه خیال                | نویسنده تهیه‌کننده |
| ۱۳۷۰ | ناصرالدین‌شاه آکتور سینما | تهیه‌کننده         |
| ۱۳۷۳ | بشیر                     | طراح اولیه داستان |
| ۱۳۷۸ | چشمهایش                  | نویسنده           |
| ۱۳۸۳ | غروب شد بیا              | تهیه‌کننده         |
| ۱۳۸۶ | هم‌خانه                   | تهیه‌کننده         |
| ۱۳۹۲ | خط ویژه                  | تهیه‌کننده         |
| ۱۳۹۳ | حکایت عاشقی              | بازنویسی فیلمنامه |
| ۱۳۹۹ | سیاه باز                 | مشاور کارگردان    |